# Håll om mig
För Peter LeMarcs låt, se Håll om mej!
Håll om mig, skriven av Ingela Forsman och Nanne Grönvall, framfördes av den senare som ett tävlande bidrag i den svenska Melodifestivalen 2005. Låten vann en specialframtagen jokertävling som utlystes i slutet av 2004, då det var få kvinnliga låtskrivare som fått med bidrag i tävlingen. Låten presenterades för svenska folket första gången i Melodifestivalens fjärde deltävling i Tipshallen i Växjö den 5 mars 2005. Låten vann deltävlingen och gick raka vägen till finalen i Globen i Stockholm en vecka senare. Låten blev den största favoriten till att vinna finalen, och blev uppskattad av publiken. Efter omröstningen fick Håll om mig flest röster från TV-tittarna, men jurygrupperna utsåg Martin Stenmarck med låten Las Vegas till vinnare. Håll om mig slutade på andraplats, endast tre poäng efter ettan.

## Listplaceringar
Låten fick däremot sin revansch i skivförsäljningen, bara tre veckor efter att den nått butikerna låg den etta. Singeln toppade i sammanlagt två veckor försäljningslistan för singlar i Sverige, på vilken den totalt låg 32 veckor med sista besök där den 22 december 2005. På Svensktoppen gick låten den 3 april 2005 direkt in på förstaplatsen, och låten låg sedan på listan i 36 veckor, med sista besöket den 4 december 2005, och var 2005 års tredje mest framgångsrika låt på listan .
Under 2005 framröstades låten som vinnare i National Finals Song Contest.

### Listplaceringar
| Lista (2005) | Topplacering |
| ------------ | ------------ |
| Sverige      | 1            |

## Album
Håll om mig släpptes på båda Nannes album från 2005: 
- 2005 – 20 år med Nanne
- 2005 – Alltid på väg

## Övrigt
- Nanne Grönvall spelade in en ny version av låten med ny humoristisk text till After Darks show, då med titeln Håll i mig.
- En version i framåt fredag hette "Kör om mig". Låten fick då ett trafiktema [3].
- I Dansbandskampen 2009 framfördes låten av Titanix, då Nanne Grönvall var kvällens tema i deltävlingens andra omgång.
- 2024 uppmärksammades i media att låten blivit populär i Kina, något som Grönvall uttryckte uppskattning för.[4]